# Герб лена Мальмёхус
Герб лена Мальмёхус (швед. Malmöhus läns vapen) — символ прежнего административно-территориального образования лена Мальмёхус, Швеция.

## История
Герб этого лена утвержден в 1939 году. Лен Мальмёхус ликвидирован 31 декабря 1996 после объединения с леном Кристианстад в нынешний лен Сконе.

## Описание (блазон)
В серебряном поле оторваная червлёная голова грифона с золотым клювом и языком, увенчанная золотой короной; в лазоревой главе герба — три золотые короны.

## Содержание
Лен Мальмёхус использовал видоизмененный герб исторической провинции (ландскапа) Сконе.
Герб лена мог использоваться органами власти увенчанный королевской короной.

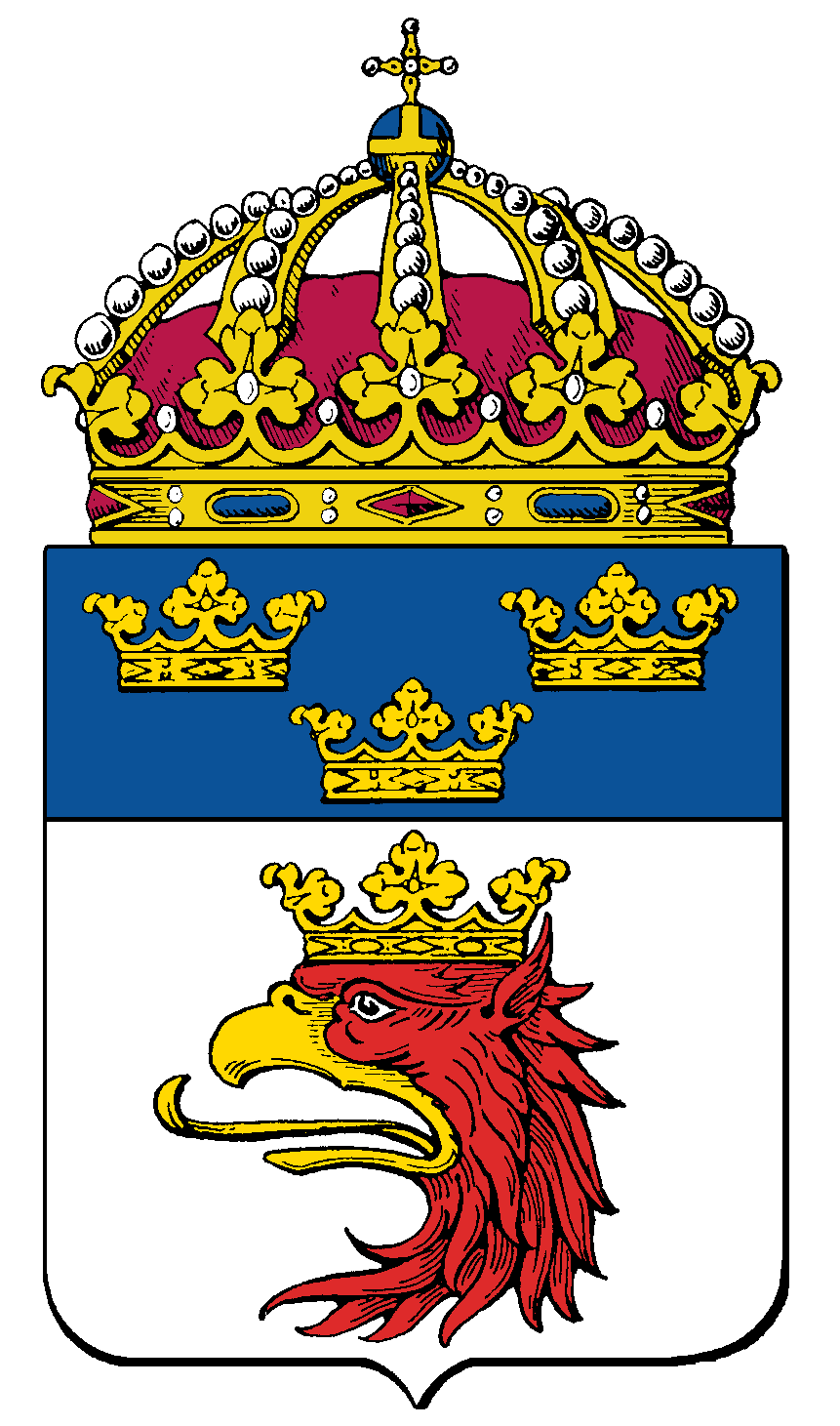
Герб лена с королевской короной